# بندرگاه مالی بحرین
بندرگاه مالی بحرین (عربی: مرفأ البحرین المالی، به‌طور خلاصه BFH) یک پروژه توسعه تجاری در کنار آب است که در ساحل شمالی منامه، پایتخت بحرین واقع شده‌است.